# Dictis
Dictis is een geslacht van spinnen uit de familie lijmspuiters.

## Soorten
- Dictis striatipes L. Koch, 1872